# Sérgio Medeiros
Sérgio Luiz Rodrigues Medeiros (Bela Vista, Mato Grosso do Sul, 16 de junho de 1959) é um poeta, artista visual, dramaturgo, ficcionista, ensaísta, tradutor e professor brasileiro. Ganhou o Prêmio Literário Biblioteca Nacional 2017 na categoria Poesia, com a obra A idolatria poética ou a febre de imagens.

## Biografia
Sua obra poética, em parte já traduzida para o espanhol, o italiano e o inglês, é verbo-visual e busca inspiração no pensamento ameríndio, explorando especialmente o totemismo. Uma noção sempre presente nos seus textos (nos quais se destacam o símile e a prosopopeia como principais figuras de linguagem) é a de “sex appeal dos vegetais”, a qual o levou a dialogar com o filósofo italiano Mario Perniola. Uma de suas obras mais característica, Totens, compõe-se de duas partes: “Enrique Flor”, que recria uma passagem de Ulysses de Joyce na qual atua o músico português Flor, especialista em música vegetal; e “Os eletoesqus”, que reinventa uma lenda da fronteira do Brasil com o Paraguai sobre um totem que é o bafo do verão, um sopro ardente. O diálogo entre artistas pagãos deu origem ao livro A idolatria poética ou a febre de imagens, que, lançando no poema milhares de pequenas cenas, questiona as grandes imagens monoteístas. Seus livros mais recentes, como Trio pagão, Os caminhos e o rio, Caligrafias ameríndias e Dicionário de hieróglifos, exploram linguagens imaginárias inspiradas na caligrafia de Jerônimo Tsawé, calígrafo xavante, e propõem conceitos contemporâneos de caligrama e de hieróglifo. Seus "glifos vociferantes" reúnem desenhos a  palavras e compõem poemas-esculturas. Tem feito releituras visuais de poemas-romances como Macunaíma, de Mário de Andrade, e Finnegans Wake, de James Joyce, que foram publicadas no formato de e-book: Um Macunaíma visual e A Visual Finnegans Wake on the Island of Breasil. Entre suas traduções, destacam-se a versão brasileira em versos do clássico ameríndio Popol Vuh, feita em colaboração com Gordon Brotherston, scholar inglês, a coletânea De santos e sábios: escritos estéticos e políticos, de James Joyce, feita com três outros tradutores, assim como Cartas a Nora e Cartas a Harriet, desse mesmo autor, ambas realizadas com Dirce Waltrick do Amarante.
Foi finalista do prêmio Jabuti em 2008 e 2010 e semi-finalista do prêmio Portugal Telecom em 2010 e 2012.
Em 2010 assumiu a direção executiva da EdUFSC, Editora da Universidade Federal de Santa Catarina, onde também leciona literatura. Entre outros autores de relevo, editou obras de Mallarmé, Rogério Sganzerla, Glauber Rocha, Pierre Bourdieu, Luiz Costa Lima e Miguel León-Portilla, além de dois títulos importantes de Mario Perniola.
Sérgio Medeiros é casado com a contista, tradutora e ensaísta Dirce Waltrick do Amarante e reside em Florianópolis desde 1997. Coedita a revista on-line Qorpus e colabora com textos e ilustrações em jornais como Folha de S. Paulo e O Estado de S. Paulo.
Inaugurou em 2022 a Galeria Gruta, na sua casa em Florianópolis (SC), onde expõe seus glifos vociferantes e seus livros visuais e verbo-visuais. Aberta inicialmente apenas aos inumanos, a Gruta possui no entanto uma vitrine móvel que se desloca livremente, expondo fragmentos das obras do poeta e artista visual ao público humano. 

## Obras principais

### Prosa e teatro
- O desencontro dos canibais (2013).
- O sonho do xamã (2014).
- O fim de tarde de uma alma com fome (2015) (nô indígena).
- Contos de duendes e folhas secas (2016).
- As emas do general Stroessner (2017) (peças satíricas).
- A filha da Figura (2020) (novela gráfica).

### Poesia
- Mais ou menos do que dois (2001)[4], poesia-teatro.
- Alongamento (2004)[5], poesia-cinema e poesia-performance.
- Totem & Sacrifício (2007, edição bilíngüe espanhol/português, publicada em Assunção, Paraguai) [6].
- O sexo vegetal (2009)[7], poesia verbo-visual.
- Vegetal sex (2010, edição bilíngüe inglês/português, publicada em New Orleans, EUA)[8]
- Figurantes (2011)[9], poesia descritiva.
- Totens (2012), poesia em homenagem a Enrique Flor.
- O choro da aranha etc. (2013), poesia ritualística.
- A idolatria poética ou a febre de imagens (2017) (Prêmio Literário Biblioteca Nacional 2017)
- Trio pagão (2018), poesia verbo-visual.
- Caligrafias ameríndias (2019), poemas gráficos, edição impressa e digital.
- Os caminhos e o rio (2019), caligramas coloridos.
- Árvores da vida caligrafadas e outros poemas / Calligraphed trees of life and other poems (2020), edição digital português/inglês, poesia escrita e visual.
- Friso de caligrafia e outros poemas / Caliigraphy Frieze and other poems (2020), poesia dos hieróglifos
- N descritos com rimas (2020), poesia escrita e poesia visual hieroglífica.
- Dicionário de hieróglifos (2020), poesia das letras e dos hieróglifos.
- A mais irlandesa das canções portuguesas (2020), poesias em homenagem ao compositor português Enrique Flor, o pai da moderna música vegetal.
- Díptico cinzento (2020), caligramas e poesia visual hieroglífica.
- O barraco das letras e dos hieróglifos (2020), poesia verbo-visual.
- O passo do macaco (2021), poesia verbo-visual.
- O acumulador (2021), poesia verbo-visual.
- O livr.o da lín...gua materna, essa massa nebulosa (2021), poema-escultura que reúne letras a glifos usando cadernetas e uma grande tela.
- Um Macunaíma visual (2021), homenagem a Mário de Andrade e ao centenário da Semana de Arte Moderna de 1922.
- A Visual Finnegans Wake on the Island of Breasil (2022), releitura inteiramente visual do poema-romance Finnegans Wake de James Joyce
- O espelho de Huarochiri  (2022), poesia verbo-visual que relê o quadrado negro de Malévitch à luz do Sol do panteão andino.
- Veritotem (2022), poesia verbo-visual em homenagem ao símile grego e à prosopopeia maia.
- O livr.o da minha ima...gem do mundo (2022), poema-escultura dedicado aos glifos vociferantes.
- John Cage no hemisfério sul: uma biografia (2022), poesia verbo-visual sobre silêncio, ruído e indeterminação na pandemia.
- Massa nebulosa: poesia em outro idioma brasileiro (2023), poesia verbo-visual sobre a língua materna plural.
- O que aparece e o que não aparece (2023), poesia verbo-visual sobre o Antropoceno.

### Ensaio
- Makunaíma e Jurupari (2002)[10].
- A formiga-leão e outros animais na Guerra do Paraguai (2015).

### Tradução
- A retirada da Laguna (obra escrita originalmente me francês), do Visconde de Taunay (1997).
- Popol Vuh, autor anônimo (2007)[11].
- De santos e sábios (ensaios), James Joyce (2012).
- Cartas a Nora James Joyce (2012).

- Alice no jardim de infância (The Nursery Alice), Lewis Carroll (2013).
- A borboleta e o sino, Yosa Buson (2016).
- Cartas a Harriet, James Joyce (2018).